# 六家畈古民居群
六家畈古民居群，位于安徽省合肥市肥东县长临河镇六家畈社区，以六家畈吴氏家族祠堂、宅邸、花园为主，其中保存较好的有两处，一为建威将军吴育仁住宅、二为天津布政使吴育兰住宅。2013年六家畈古民居群被列为第五批合肥市文物保护单位。